# Dirphya parahintzi
Dirphya parahintzi är en skalbaggsart som först beskrevs av Stefan von Breuning och Teocchi 1978.  Dirphya parahintzi ingår i släktet Dirphya och familjen långhorningar. Inga underarter finns listade i Catalogue of Life.